# Book of Spells
Book of Spells (da: Besværgelsesbog) (også kendt som Wonderbook: Book of Spells) er titlen på Wonderbook til PlayStation 3 videospilkonsollen. Det er skabt af SCE London Studio og J.K. Rowling som et samarbejde i Harry Potter-serien. Det blev introduceret i England på Electronic Entertainment Expo i juni 2012 og i en særlig afdeling i Bella Centeret i Danmark i november 2012 og er den første udgivelse af Wonderbook.
Det blev udgivet i USA den 13. november, 15. november i Australien og 16. november i Europa.  Spillet fik mest positive anmeldelser fra kritikere, der roste brugen af Augmented Reality og PlayStation Move-controlleren, sammen med kritik af den korte længe. Det blev vurderet som "E10+" (Everyone 10+) af ESRB på grund af rå humor, en reference til alkohol og fantasy-vold. Det er blevet annonceret at en efterfølger, kaldet Wonderbook: Book of Potions, vil blive udgivet omkring december 2013.

## Spilforløb
Brugeren kaster besværgelser ved at tegne former og streger med PlayStation Move-controlleren, mens bogen selv bruger augmented reality-teknologi til at optræde på skærmen via PlayStation Eye. Move-controlleren selv optræder på skærmen som en tryllestav (vælg mellem tre slags), og tegner mønstre på skærmen til at udgøre besværgelser. Spillere har tilladelse til at arbejde med elementer der vises på skærmen, såsom drager.
Spillet er designet til at være en forestilling om at lære besværgelser på Hogwarts Skole for Heksekunster og Troldmandskab i Harry Potter-universet, mens "bogen" selv, dvs bog-spillet er baseret på en fiktiv bog kaldet Besværgelsesbog (Book of Spells), er skrevet i Harry Potter-universet for over 200 år siden af Miranda Goshawk. I slutningen af hvert kapitel, vil et digt beskrive en forfejlet Hogwartselev for at lære brugeren en lektion i en manér som i Aesop's fablerne.
Besværgelsesbogen giver en augmented reality oplevelse, der får det til at se ud som om begivenhederne i bogen finder sted omkring dig. Det er sat op som en lærebog, der giver oplysninger om besværgelser som Ild-Skaber Besværgelsen, Afvæbne Besværgelsen, Levitations Besværgelsen og Oplåsnings Besværgelsen, samt giver læserne mulighed for at praktisere nævnte magier. Den giver også nyt indhold fra J.K Rowling, som baggrundshistorien om bogens forskellige besværgelser og ny info om de magiske væsner.

## Liste over dækkede besværgelser

### Kapitel Et
- Levitationsbesværgelsen (Wingardium Leviosa)
- Vand-Skaberbesværgelsen (Aguamenti)
- Tryllestavs-Oplysningsbesværgelsen (Lumos)
- Oplåsningsbesværgelsen (Alohomora)

### Kapitel To
- Ild-Skaberbesværgelsen (Incendio)
- Fugle-Fremtrylningsbesværgelsen (Volare)
- Afsløringsbesværgelsen (Aparecium)
- Forstørrelsesbesværgelsen (Accelerando)
- Skrumpebesværgelsen (Reducio)

### Kapitel Tre
- Markeringsbesværgelsen (Defodio)
- Repareringsbesværgelsen (Reparo)
- Skurebesværgelsen (Skureogrense)
- Skjoldbesværgelsen (Protego)

### Kapitel Fire
- Hidkaldebesværgelsen  (Accio)
- Skærebesværgelsen (Diffindo eller Molestero)
- Impedimentforhekselsen (Impedimenta)
- Forstærkelsesbesværgelsen (Duro)

### Kapitel Fem
- Afvæbnebesværgelsen (Expelliarmus)
- Reduktorforbandelsen  (Bombardio)
- Lammelsesbesværgelsen (Lammer)
- Patronusbesværgelsen (Expecto Patronum)

## Udvikling
For at udvikle spillet arbejdede Sony Computer Entertainment-holdet sammen med Harry Potter forfatteren J. K. Rowling, som beskrev det som "det tætteste en Muggler kan komme på en rigtig besværgelsesbog". Rowling havde tidligere arbejdet med Sony på hendes Pottermore-website, og selskabet havde på et tidspunkt en eksklusiv kontrakt på at udgive Harry Potter E-bøger. Spillet blev sat på markedet som den første titel til Wonderbook på PlayStation 3 ved Electronic Entertainment Expo i juni 2012.

## Kritisk respons
Wonderbook: Book of Spells modtog blandede til positive anmeldelser fra spilkritikere. Den har en 72 på Metakritik, der indikerer "Blandede eller gennemsnitlige anmeldelser." Kritikere påskønnede brugen af Wonderbook-teknologi ved brugen af både PlayStation Move og Augmented Reality, mens de kritiserede spillets korte genspilsværdi.

## Bag om scenerne
- Spillere kan frit vælge deres Kollegie ved at vælge Godric Gryffindor, Helga Hufflepuff, Rowena Ravenclaw eller Salazar Slytherin og kan også vælge mellem tre tryllestave. Hvis du, i stedet, vælge at linke spillet til en Pottermore-konto, begge vil automatisk blive tilpasset til at passe til dem på brugerens Pottermore-konto.
- Pottermore udgav en serie af minispil online hvor spiller kan tage en quiz om den magiske verden. Efter det, kan de lære Aguamenti, Incendio, og Aparecium ved først at jagte besværgelses symbolet, og derefter kaste den nyskaffede besværgelse for at fuldføre en kort opgave. Efter at have fuldført hver aktivitet, kan spilleren downloade et certifikat af deres fremførte arbejde. Spillet kan findes her.
- I tillæg til de specifikke besværgelser der dækkes af hvert kapitel, bliver spilleren nogen gange givet lejlighed til kort at gøre brug af andre besværgelser, som Oppugnoforhekselsen. Spilleren lærer dog ikke disse besværgelser og er derfor ikke testet med pågældende materiale.

## Eksterne kilder og henvisninger
1. 1 2  "Wonderbook : Book of Spells - PlayStation 3, PS3 game". Arkiveret fra originalen 8. juni 2013. Hentet 13. juni 2013.
2. ↑  Wonderbook: Book of Spells Release Date Confirmed – PlayStation.Blog.Europe
3. 1 2 3  Sherwin, Adam (5. juni 2012). "J.K. Rowling to revive Harry Potter as Sony launches Book of Spells game for PlayStation 3". The Independent. Hentet 5. juni 2012.
4. 1 2  "Vita to be used further in play with PlayStation 3; JK Rowling teams up on Wonderbook". Washington Post. 5. juni 2012. Hentet 5. juni 2012. (Webside ikke længere tilgængelig)
5. ↑  "Wizard training for Muggles: Sony creates new Book of Spells game to keep Harry Potter fans happy". Daily Mail. 5. juni 2012. Hentet 5. juni 2012.
6. ↑  Hoggins, Tom (5. juni 2012). "E3 2012: JK Rowling working with Sony on interactive storybook". The Daily Telegraph. Hentet 5. juni 2012.
7. ↑  Greenwald, Will (5. juni 2012). "Sony Unveils PS3 Wonderbook Accessory With Harry Potter Title". PC Magazine. Hentet 5. juni 2012.
8. ↑  "Harry Potter Launches New Sony Wonderbook". Forbes. 4. juni 2012. Hentet 5. juni 2012.
9. ↑  Robertson, Andy (15. juni 2012). "E3 2012: Wonderbook preview". The Daily Telegraph. Hentet 20. juni 2012.
10. ↑  Wonderbook: Book of Spells for PlayStation 3 Reviews - Metacritic